# Письма с Земли
«Письма с Земли» (англ. Letters from the Earth) — наиболее критическое произведение Марка Твена против христианских догматов. Произведение не публиковалось дочерью Кларой до 1962, то есть свыше 50 лет после смерти писателя.

## Сюжет
Господь сотворил вселенную. Затем он поместил на Землю животных, наделив каждое из них каким-то отдельным качеством, таким как свирепость или робость. Наконец, в порядке эксперимента он создал людей. Каждый человек получил от него все качества животных в той или иной пропорции. Архангелы стали обсуждать новое творение Господа. Среди них был Сатана, который, как и прочие, хвалил дело Творца, но во всех его похвалах сквозила ирония. За это он был в очередной раз сослан с небес в только что сотворённый мир. Во время отбывания своего наказания он решает посетить Землю и приходит в изумление, ознакомившись с религией человечества. С его точки зрения она представляет собой что-то абсурдное и нелепое. Свои впечатления Сатана описывает в серии писем на небеса.

## Экранизации
Значительные эпизоды из книги экранизированы в анимационном фильме «Приключения Марка Твена» режиссёра Уилла Винтона.